# Søndermarkskirken (Vejle Kommune)
 For alternative betydninger, se Søndermarkskirken. (Se også artikler, som begynder med Søndermarkskirken)
Søndermarkskirken i Vejle blev opført som kapel i 1943, og allerede i 1948 indviet som kirke. Det er den eneste bykirke i Vejle, der er beliggende på en kirkegård.

## Kirkegården
28. december 1935 godkendte kirkeministeriet køb af jord mellem Koldingvej og Søndermarksvej i Vejles sydlige bydel til anvendelse til kirkegård. 31. maj 1940 godkendtes ved ekstraordinært provstisyn kirkegården til ibrugtagelse og samme dag tildelte kirkebestyrelsen fhv. borgmester Fr. Poulsen en æresgravplads. 10. marts 1941 fandt indvielsen sted og samme dag foretoges den første begravelse. 9. marts 1942 blev den godkendt til almindelig ibrugtagelse ved et provstisyn.

## Kapellet
10. maj 1939 blev det vedtaget at anmode arkitekt Carl Hess–Petersen om at udarbejde tegninger til Søndre kapel. Udkastet ønskes både til kapel med og uden krematorium. Maj 1941 forelå kirkeministeriets godkendelse til at optage lån. 12. januar 1942 fremgår det af forhandlingsprotokollet, at såvel Vejle bygningskommision som brandkommision godkender byggeriet.
Byggeriet blev færdigt i oktober 1943. 28. november 1943 blev der holdt indvielseshøjtidelighed i kapellet. Det var en stor begivenhed, hvor menigheden stod helt ud på kirkegården, da der ikke plads til de mange fremmødte indenfor. Der blev sunget advents– og begravelsessalmer. Det var et kapel, der blev indviet og det var den 28. november, første søndag i advent. Da man nu havde et kapel med god plads, ville man gerne benytte det til andet end begravelser. Så der blev holdt julekoncerter og søndagsskole, og der blev holdt månedlige prædikengudstjenester – det vil sige gudstjenester uden dåb og nadver; det var jo ikke en kirke. Den store kælder under kirken blev i 1944–45 brugt til kommunens beredskabslager af konserves.

## Kirke
Da krigen var forbi opstod et ønske om en egentlig kirke og ikke kun et kapel med krematorium nær villakvarteret. Landets biskopper var for et flertals vedkommende imod sammenblanding af begravelse og anvendelse til kirkerum. Så en større diskussion med myndighederne fandt sted og gik i baglås. Hvis det var en kirke, man ville have, hvorfor havde man så opført et kapel? Diskussionen var lang, men den endte med, at beboerne i på Søndermarken vandt og 6. december 1945 vedtog menighedsrådet at støtte et ønske fra beboerne om, at kapellet skulle indvies til kirke.
Den 9. maj 1948 blev Søndre Kapel indviet til kirke.

## Kirkebygningen
Der er tale om en kirkebygning i T-form opført af røde teglsten. Bygningen er forsynet med et lille klokketårn. Kirkens vestende er indrettet med lokale til kiste-kapel, præsteværelse, øverum til koret samt toiletter. I hovedskibets østende er der våbenhus umiddelbart foran kirkerummet. Det er også i østenden man finder orgelpulpituret. Prædikestol, alter og døbefont er anbragt i kirkerummets vestende.
Kirken blev hærget af brand i oktober 1983. Den blev restaureret og genåbnet den 17. juni 1984.

## Inventar
Kirkens nuværende døbefont, alterskranke og prædikestol er tegnet af arkitekt N. E. Steensen. Også orgelet måtte fornyes som følge af branden. Kirkens fine gamle Olsen-orgel fra 1883 gik til ved branden. Kirkens nuværende orgel er bygget i 1984 af Bruno Christensen & Sønner. Der er 12 stemmer, to manualer og pedal.
Kirkeskibet er en model af Briggen Thygo Brahe af Vejle.

## Eksterne kilder og henvisninger
- Wikimedia Commons har flere filer relateret til Søndermarkskirken (Vejle Kommune)
- Kort til Kirken
- Søndermarkskirken hos danmarkskirker.natmus.dk (Danmarks Kirker, Nationalmuseet)